# Jocelyne Carmichael
Pour les articles homonymes, voir Carmichael.
Jocelyne Carmichaël (née le 13 février 1935 dans le 16e arrondissement de Paris et morte le 9 novembre 2017 à Sète) est une poétesse écrivaine, metteuse en scène, actrice et militante française pour le droit des femmes,. Elle est particulièrement connue comme directrice artistique de la compagnie Atelier Théâtr'elles et aussi de La Jetée, à Montpellier, depuis 1978.

## Biographie
En 1967, Jocelyne Carmichael cofonde le Théâtre de la Parole à Montpellier et réalise sa première mise en scène en 1976, L'Enclavée, d'après Le Terrier de Kafka . En 1978, elle fonde, toujours à Montpellier, la compagnie Atelier Théâtr'Elles où elle est à la fois directrice artistique, comédienne et metteuse en scène. Elle s'interroge sur l'identité méditerranéenne à travers la parole et l'écriture des femmes. Elle a indéniablement marqué l’histoire du théâtre montpelliérain, « époque Jacques Bioulès, Michel Touraille ou encore Madeleine Attal ».
Elle est aussi l’épouse du metteur en scène Arsène Richeux, avec lequel elle a eu trois enfants,.

## Publications
- Filles du silence, adaptation au théâtre du roman de Maïssa Bey Cette fille-là, éditions Chèvre Feuille Étoilée, 2003[9]

## Mises en scène et adaptations
| 1984 | George Sand... un parcours de cœur d'après George Sand                       |
| 1983 | La Sonate au clair de lune de Yánnis Rítsos                                  |
| 1984 | Les Vieilles Femmes et la Mer de Yánnis Rítsos                               |
| 1982 | Agatha de Marguerite Duras                                                   |
| 1977 | L'Enclavée d'après Franz Kafka                                               |
| 2012 | Filiation, nouvelle de Michèle Bayar présentée le 28 janvier 2012 à la Jetée |
|      | Le Buveur de temps de Philippe Delerm                                        |
|      | Tu vois c'que j'veux dire de Maïssa Bey                                      |